# Stazione di Schönefeld (Kreis Jüterbog)
La stazione di Schönefeld (Kreis Jüterbog) (ufficialmente: Schönefeld (Kr. Jüterbog)) era una stazione ferroviaria posta sulla Militäreisenbahn, la ferrovia militare prussiana che congiungeva Zossen a Jüterbog. Serviva il centro abitato di Schönefeld, attualmente frazione del comune di Nuthe-Urstromtal.

## Storia
La stazione venne attivata il 1º maggio 1897, contemporaneamente alla tratta ferroviaria da Kummersdorf a Jüterbog.
Inizialmente l'impianto era denominato "Schönefeld Mil. E." (abbreviazione di "Schönefeld Militäreisenbahn" – letteralmente "Schönefeld ferrovia militare"); dal 1º marzo 1924 ottenne la nuova denominazione di "Schönefeld (Kr. Jüterbog)" (abbreviazione di "Schönefeld (Kreis Jüterbog)" – letteralmente "Schönefeld (circondario di Jüterbog)").
Il 1º giugno 1996 l'esercizio della linea venne soppresso.